# Меластома
Мела́стома (лат. Melastoma) — род растений семейства Меластомовые включающий в себя около 50 видов распространённых в Юго-Восточной Азии, Индии и Австралии. Во многих регионах мира виды меластомы насаждались, как декоративные растения ради их ярко-фиолетовых цветков. В некоторых районах, в частности, на Гавайских островах и части континентальных США, они превратились в агрессивные сорняки.

## Ботаническое описание
Листья яйцевидные, кожистые с 3-7 выраженными жилками. Цветки пурпурные или лиловые, собраны в метелки или одиночные.

## Некоторые виды
- Melastoma candidum D.Don — Меластома снежно-белая[1]
- Melastoma cordifolilium Roxb.
- Melastoma dodecandrum Lour.
- Melastoma imbricatum Wall. ex Triana — Меластома черепитчатая[1]
- Melastoma intermedium Dunn — Меластома промежуточная[1]
- Melastoma malabathricum L. — Меластома малабарская
- Melastoma penicillatum Naudin
- Melastoma saigonense (Kuntze) Merr.
- Melastoma sanguineum Sims — Меластома кроваво-красная[1]
- Melastoma setigerum Blume